# Fiziološka psihologija
Fiziološka psihologija je deo biološke psihologije koji se bavi proučavanjem neuroloških osnova percepcije i ponašanja putem kontrolisanih eksperimenata na životinjama, odnosno, proučavanjem povezanosti čovekovog psihičkog života (ponašanja) sa fiziološkim (neurološkim) procesima u organizmu.

## Spoljašnje veze
- Fiziološka psihologija Архивирано на веб-сајту  (13. април 2021)